# District militaire central
Le district militaire central (en russe : Центральный военный округ), abrégé en TsVO (la transcription de ЦВО), est une région militaire de Russie.
C'est l'un des cinq districts militaires des Forces armées russes, avec sa juridiction principalement dans les régions centrales de la Volga, de l'Oural et de la Sibérie, ainsi que les bases russes dans les États post-soviétiques d'Asie centrale. Le district militaire central est créé dans le cadre des réformes militaires de 2008 et fondé par l'oukase présidentiel no 1144 signé le 20 septembre 2010, en tant que fusion du district militaire Volga-Oural et d'une majorité du district militaire sibérien. Le district commence à être opérationnel le 21 octobre 2010, sous le commandement du lieutenant-général Vladimir Tchirkine.
Le district militaire central est le plus grand district militaire de Russie par sa surface, avec 7 060 000 kilomètres carrés (40 % du territoire russe) et par sa population de 54,9 millions de personnes (39 %). Le district contient 29 des 85 sujets fédéraux de la Russie : le kraï de l'Altaï, la République de l'Altaï, la Bachkirie, l'oblast de Tcheliabinsk, la Tchouvachie, l'oblast d'Irkoutsk, l'oblast de Kemerovo, la Khakassie, le Khantys-Mansis, l'oblast de Kirov, le kraï de Krasnoïarsk, l'oblast de Kourgan, la République des Maris, la Mordovie, la Nénétsie, l'oblast de Novossibirsk, l'oblast d'Omsk l'oblast d'Orenbourg, l'oblast de Penza, le kraï de Perm, l'oblast de Samara, l'oblast de Saratov, l'oblast de Sverdlovsk, le Tatarstan, l'oblast de Tomsk, la Touva, l'oblast de Tioumen, l'Oudmourtie et l'oblast d'Oulianovsk.
Son siège se situe à Ekaterinbourg et son commandant de district actuel est depuis le 16 février 2023 le lieutenant-général Andreï Mordvitchev, succédant au colonel-général Alexandre Lapine.

## Commandement

### Commandants
- Lieutenant-général Vladimir Chirkin (9 juillet - 13 décembre 2010 (par intérim), 13 décembre 2010 - 26 avril 2012)
- Colonel-général Valeri Guerassimov (26 avril - 9 novembre 2012)
- Major-général Alexandre Dvornikov (9 novembre - 24 décembre 2012 (par intérim)).
- Colonel-général Nikolaï Bogdanovski (24 décembre 2012 - 12 juin 2014)
- Colonel-général Vladimir Zaroudnitski (12 juin 2014 - 22 novembre 2017)
- Lieutenant-général Alexandre Lapine (22 novembre 2017 - 16 février 2023) (plus tard colonel-général)
- Lieutenant-général Andreï Mordvitchev (16 février 2023 - présent)

### Chef d'état-major — Premiers commandants adjoints
- Lieutenant-général Mikhaïl Teplinski (février 2019 - présent)

### Commandants adjoints
- Lieutenant-général Evgueni Poplavski (novembre 2018 - présent)
- Major-général Roustam Minnekaïev (décembre 2020 - présent) ; commandant adjoint du travail militaro-politique - chef du département du travail militaro-politique.

## Grandes unités
Le district central couvre toute la Sibérie occidentale, d'une ligne Volga-Oural à l'ouest, jusqu'au plateau de Sibérie centrale et le lac Baïkal à l'est ; il fait donc face aux pays d'Asie centrale (surtout le Kazakhstan) jusqu'aux monts Altaï. En plus d'unités organiques (3 brigades ferroviaires, 2 de logistiques, des centres de formation et 7 hôpitaux militaire), le district a sous ses ordres en 2018 les grandes unités suivantes :
- de l'armée de terre russe[4] :
  - la 2e armée combinée de la Garde, à Samara ;
  - la 41e armée combinée, à Novossibirsk ;
  - la 90e division de chars de la Garde, à Tchebarkoul dans l'oblast de Tcheliabinsk ;
  - la 201e base militaire, à Douchanbé au Tadjikistan ;
  - la 232e brigade de lance-roquettes (armée avec 18 BM-27 Ouragan), à Tchebarkoul ;
  - la 28e brigade de missiles antiaériens, à Mirny dans l'oblast de Kirov ;
  - la 59e brigade de commandement de la Garde, à Verkhniaïa Pychma près d'Iekaterinbourg ;
  - la 179e brigade de transmissions, à Verkhniaïa Pychma ;
  - la 12e brigade du génie de la Garde, à Alkino-2 en Bachkirie ;
  - la 1re brigade mobile de défense NBC, à Chikhany-2 dans l'oblast de Saratov ;
  - la 29e brigade de défense NBC, à Iekaterinbourg ;
  - la 18e brigade de guerre électronique, à Iekaterinbourg ;
  - quatre bases de stockage d'armes et d'équipements (de quoi théoriquement remettre sur pied trois brigades de fusiliers motorisés et une d'artillerie)[5] ;
- des troupes aéroportées (les VDV), la 31e brigade d'assaut aéroporté de la Garde, à Oulianovsk ;
- des forces spéciales du GRU :
  - la 3e brigade des forces spéciales de la Garde, à Togliatti dans l'oblast de Samara ;
  - la 24e brigade des forces spéciales de la Garde, à Novossibirsk ;
  - la 39e brigade spéciale de génie radio, à Orenbourg ;
- de l'armée de l'air russe (la VVS et les PVO) :
  - la 14e armée aérienne, à Ekaterinbourg ;
  - la 18e division d'aviation de transport de la Garde, à Orenbourg.

## Opérations

Lors de l'invasion de l'Ukraine en 2022, les véhicules russes portent des marques pour les différencier de ceux ukrainiens : c'est un grand O pour le district central.

Pour préparer l'invasion de l'Ukraine par la Russie, une partie des BTG du district central est envoyée dans le district ouest autour de Koursk ainsi qu'en Biélorussie autour de Homiel à l'occasion des grandes manœuvres Zapad-2021 (ru) (Запад-2021, « Ouest-2021 ») du 10 au 15 septembre 2021, puis « Détermination des alliés » (Союзная решимость-2022 (ru)) du 10 au 20 février 2022. Le 24 février 2022, les Forces armées russes engagent trois groupements terrestres, avec mission de capturer rapidement Kiev : la 35e armée (du district est) sur la rive occidentale du Dniepr via Ivankiv (sur la route P02) ; la 41e armée de l'autre côté du réservoir de Kiev via Tchernihiv (sur l'autoroute M1/E95) ; et la 2e armée de la Garde via Hloukhiv (sur l'autoroute M2/E101).
Après le franchissement des postes-frontières (Novi Yarylovychi sur la M1 et Senkivka sur la P13) et une progression de quelques dizaines de kilomètres, les troupes de la 41e armée sont bloquées par les unités ukrainiennes (1re brigade de chars et 119e brigade territoriale) qui s'accrochent aux agglomérations de Tchernihiv et Mena, entourées de forêts. Les consignes sont pour les troupes russes de contourner les villes qui résistent, mais Tchernihiv concentre trois ponts sur la Desna, tandis que les colonnes bloquées sur les routes se font harceler. À partir du 27 février, la 41e armée assiège Tchernihiv et son artillerie se met à la pilonner.
Le 9 mars, le 6e régiment de tanks de la Garde de la 90e division de chars russe, ayant fini par contourner Tchernihiv, approche lentement de Brovary, dans la banlieue est de Kiev : à Skybyn sur la M01, la tête de colonne est attaquée aux missiles antichars par les fantassins de la 72e brigade ukrainienne, puis les autres blindés, immobiles dans un premier temps, frappés par l'artillerie, finissent par retraiter,.
De son côté, la 2e armée de la Garde franchi la frontière russo-ukrainienne à Hremiach (sur la route P12) et Bachivsk (sur l'autoroute M2), puis évite Konotop, en laissant une de ses brigades pour y fixer les territoriaux ukrainiens. Mais l'armée se retrouve bloquée devant Nijyn ; étirée le long de l'autoroute M2, son ravitaillement (obus, carburant et nourriture) est harcelé continuellement.
Face à l'échec de l'offensive de Kiev, le haut-commandement russe annonce le 29 mars que ses troupes autour de Kiev vont battre en retraite. Le repli est terminé le 3 avril, la 41e armée s'étant réfugiée autour de Homiel et la 2e armée de la Garde autour de Koursk.